# Mélanie Bourotte
Mélanie Bourotte, née à Vigneulles-lès-Hattonchâtel (Meuse) le 29 juin 1834 et morte à Guéret le 5 mai 1890, est une poétesse française.

## Biographie
Mélanie Bourotte s'est installée à Guéret, dans la Creuse. Son poème « En forêt » a été publié dans le troisième Parnasse contemporain, où elle fut admise, aux dires d'Anatole France, parce que « Banville y tient ». Ce poème fut inclus dans la deuxième édition de Échos des bois, en 1893.

## Œuvres
- Échos des bois, Paris, Vanier, 1860 ; nouvelle édition complétée, 1893
- Les Confidences de Claudine
- Au village. Conquêtes rurales d'un commandant, Paris, Didier, 1874
- Histoire d'une giroflée, suivie de : Pour un lapin, Limoges, Ardant, 1875
- La Maison du roc. Bêtes et gens, Limoges, Ardant, 1896
- La Maison forestière racontée aux enfants, Limoges, Ardant, 1870
- Métamorphose de Féruc L'Estrange, ou les Résultats du reboisement, Paris, Didier, 1875 lire en ligne sur Gallica
- La Protection envers les animaux. Bêtes et gens, Limoges, Ardant, 1874
- Sans héritiers, Paris, H. Gautier, 1888
- Le Sphinx au foyer. Proverbes, charades, énigmes, homonymes, mots carrés, mots en triangle, sonnets-portraits, Paris, A. Hennuyer, 1883
- Tout du long, Paris, Blériot et Gautier, 1884
- Le Devoir. Épître d'une marraine à son filleul, impr. de Dugenest (Guéret), 1867 lire en ligne sur Gallica